# Trevor van Riemsdyk
Trevor van Riemsdyk, född 24 juli 1991, är en amerikansk professionell ishockeyspelare som spelar för Washington Capitals i NHL. 
Han har tidigare spelat på NHL-nivå för Carolina Hurricanes och Chicago Blackhawks, samt på lägre nivåer för New Hampshire Wildcats (University of New Hampshire) i NCAA.
van Riemsdyk blev aldrig draftad av någon NHL-organisation. 
Han är bror till NHL-spelaren James van Riemsdyk som spelar för Philadelphia Flyers.
Han vann Stanley Cup med Chicago Blackhawks 2015.
21 juni 2017 valdes van Riemsdyk av Vegas Golden Knights i expansionsdraften, men trejdades dagen efter till Carolina Hurricanes.
Den 5 juli 2018 skrev han på en tvåårig kontraktsförlängning med kluben värd 4,6 miljoner dollar.

## Statistik
| 2009–10     | New Hampshire Jr. Monarchs | EJHL        | 31  | 8  | 27 | 35 | 4  | 4  | 0 | 3 | 3 | 0 |
| 2010–11     | New Hampshire Jr. Monarchs | EJHL        | 39  | 16 | 22 | 38 | 20 | 6  | 2 | 3 | 5 | 4 |
| 2011–12     | New Hampshire Wildcats     | NCAA        | 37  | 4  | 15 | 19 | 24 | —  | — | — | — | — |
| 2012–13     | New Hampshire Wildcats     | NCAA        | 39  | 8  | 25 | 33 | 8  | —  | — | — | — | — |
| 2013–14     | New Hampshire Wildcats     | NCAA        | 26  | 4  | 19 | 23 | 10 | —  | — | — | — | — |
| 2014–15     | Chicago Blackhawks         | NHL         | 18  | 0  | 1  | 1  | 2  | 4  | 0 | 0 | 0 | 0 |
|             | Rockford Icehogs           | AHL         | 8   | 0  | 3  | 3  | 0  | —  | — | — | — | — |
| 2015–16     | Chicago Blackhawks         | NHL         | 82  | 3  | 11 | 14 | 31 | 7  | 1 | 0 | 1 | 2 |
| 2016–17     | Chicago Blackhawks         | NHL         | 58  | 5  | 11 | 16 | 29 | 4  | 0 | 0 | 0 | 0 |
| 2017–18     | Carolina Hurricanes        | NHL         | 79  | 3  | 13 | 16 | 20 | —  | — | — | — | — |
| 2018–19     | Carolina Hurricanes        | NHL         |     |    |    |    |    |    |   |   |   |   |
| NHL totalt  | NHL totalt                 | NHL totalt  | 158 | 8  | 23 | 31 | 62 | 15 | 1 | 0 | 1 | 2 |
| NCAA totalt | NCAA totalt                | NCAA totalt | 102 | 16 | 59 | 75 | 42 | —  | — | — | — | — |